# Jehuda Abrabanel
Jehuda ben Isaak Abravanel (Abrabanel) (hebr. ‏יהודה בן יצחק אברבנאל‎), znany jako Leone Ebreo (ur. ok. 1460 w Lizbonie, zm. po 1521 w Neapolu) – filozof i pisarz żydowski, przedstawiciel platonizmu renesansowego. Wsławił się także jako lekarz.

## Dialoghi d'amore
Jego książka Dialogi o miłości (wł. Dialoghi d'Amore), pomyślana jako kontynuacja filozofii miłości Marsilio Ficina i Giovanniego Pico della Mirandoli, została wydana w języku włoskim już po śmierci jej autora. Jej treścią jest rozmowa dwóch postaci: Filona, reprezentującego autora, i Sofii, reprezentującej mądrość. Książka ta zyskała szeroki rozgłos i upowszechnienie. Według Abravanela miłość stanowi istotę świata, piękno zaś — jego oblicze.

## Prace
- Leone Ebreo. Dialoghi d'amore, a cura di Santino Caramella. Bari, 1929.

## Upamiętnienie
Od 1944 roku jeden z izraelskich szpitali nosi nazwę Jehudy Abrabanela.